# Heliconius demeter
Heliconius demeter är en fjärilsart som beskrevs av Otto Staudinger 1896. Heliconius demeter ingår i släktet Heliconius och familjen praktfjärilar. Inga underarter finns listade i Catalogue of Life.

## Bildgalleri

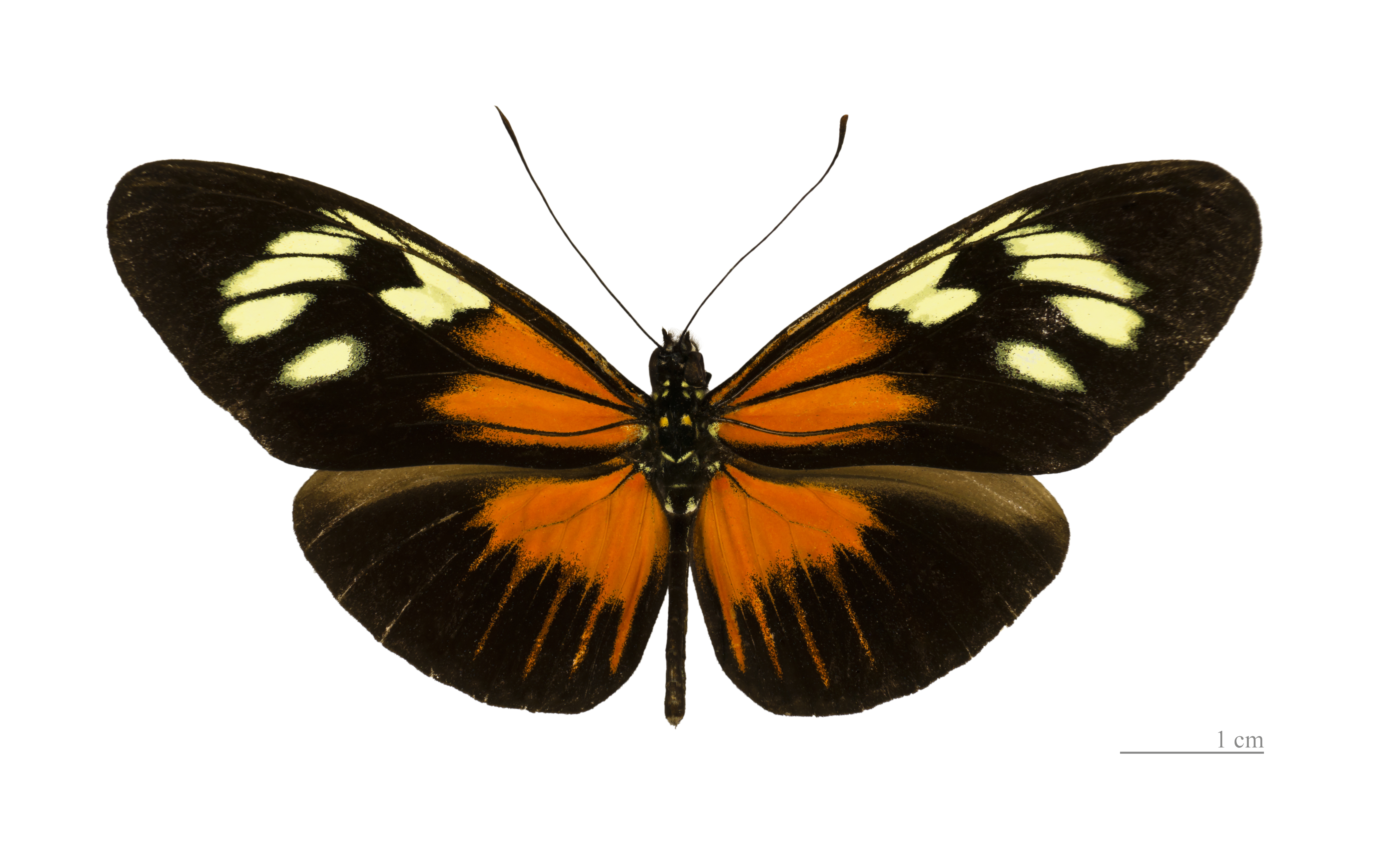
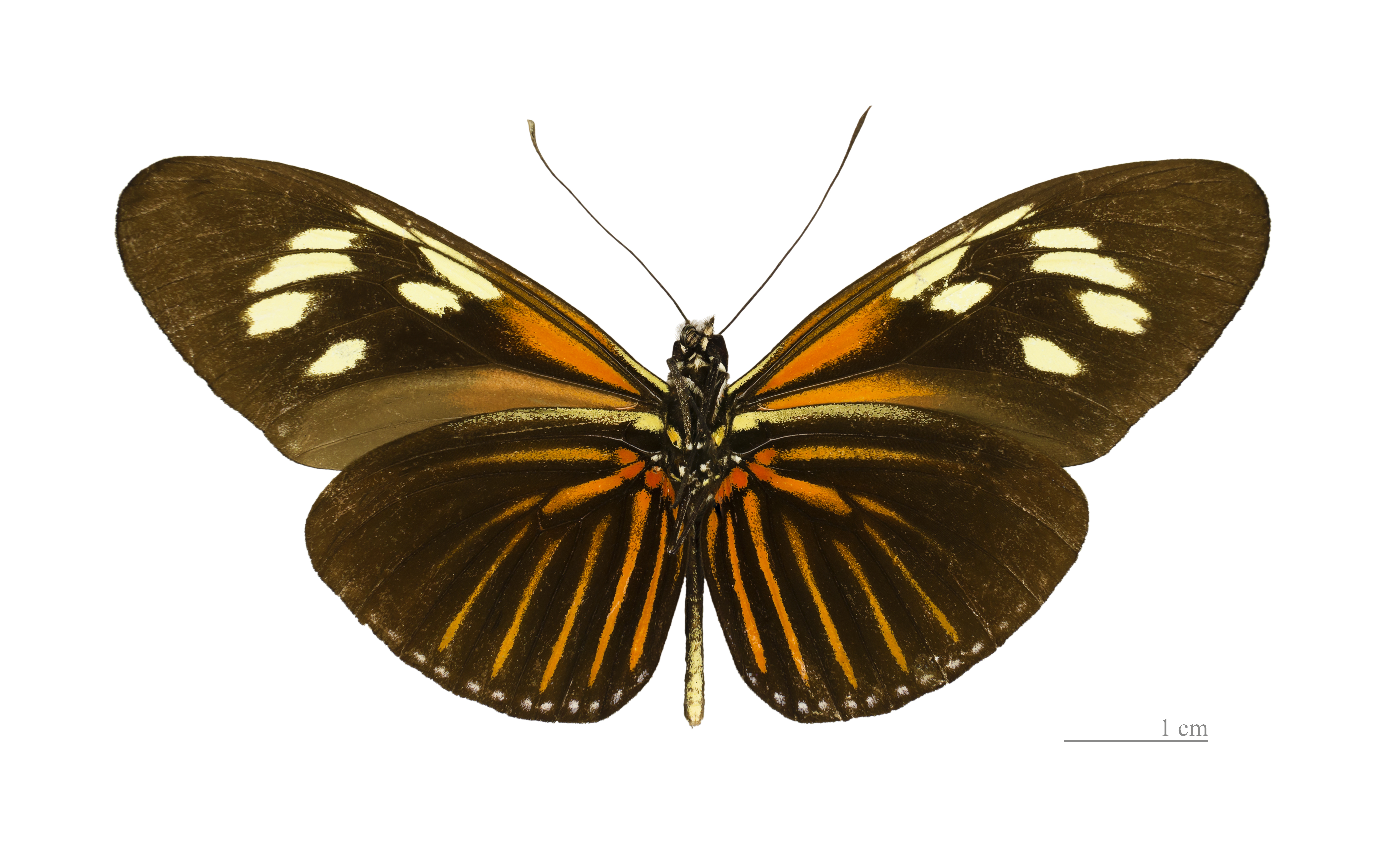